# 京都新聞

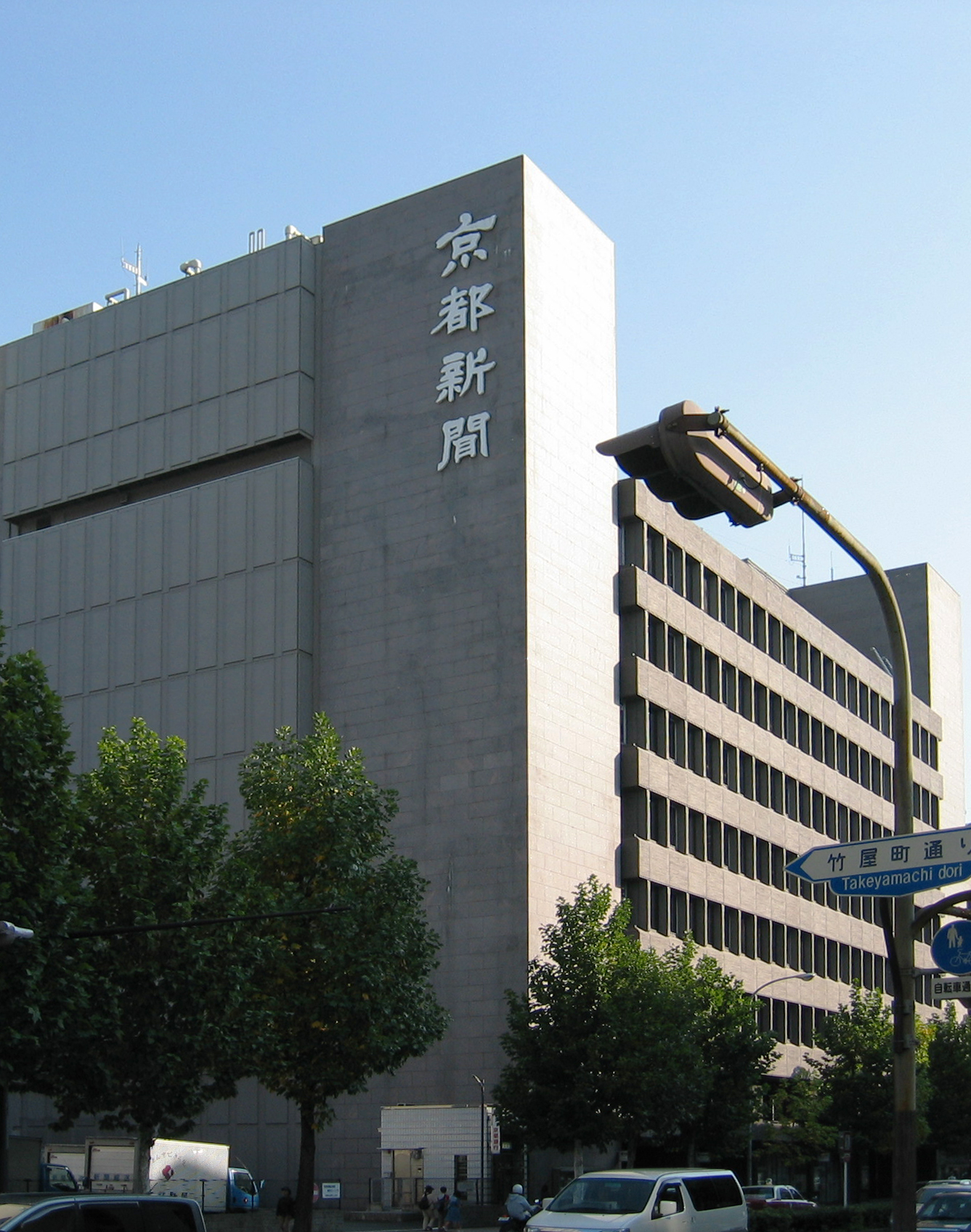
京都新聞總部

《京都新聞》（日语：／ Kyōto Shinbun */?）是主要在京都府及滋賀縣發行的一份地方報紙。早報日發行量大約有51萬份。政治立場偏左派。
由于京都是歷史古城，且大學很多，因此該報有不少有關歷史、文化的文章。另外，京都放送與琵琶湖放送是其關係企業。

## 社誌
- 京都新聞九十年史（京都新聞社史編緝委員會 編） 1969年6月1日発行
- 京都新聞社小史（京都新聞社小史作成委員會  編） 1974年3月発行
- 京都新聞百年史（京都新聞社史編緝小委員會  編） 1979年12月発行
- 京都新聞105年小史（京都新聞社社史編緝委員會  編） 1984年6月発行
- 京都新聞110年史（京都新聞創刊110年記念事業實行委員会社史編緝部會  編） 1989年10月発行
- 京都新聞115年小史（京都新聞115年小史編纂委員會  編） 1994年10月発行
- 京都新聞120年史（京都新聞創刊120年記念事業實行委員会社史編緝部會  編） 1999年10月発行

## 外部連結
- 京都新聞社 （页面存档备份，存于）